# Dekanat Jelenia Góra Wschód
Dekanat Jelenia Góra – Wschód – jeden z 28 dekanatów w rzymskokatolickiej diecezji legnickiej.

## Parafie
W skład dekanatu wchodzi 9 parafii:
- Parafia Chrystusa Króla – Janowice Wielkie
- Parafia Podwyższenia Krzyża Świętego – Jelenia Góra
- Parafia św. Jana Apostoła i Ewangelisty – Jelenia Góra
- Parafia św. Wojciecha – Jelenia Góra
- Parafia Świętych Apostołów Piotra i Pawła – Jelenia Góra-Maciejowa
- Parafia Matki Bożej Różańcowej – Radomierz
- Parafia Wniebowzięcia Najświętszej Maryi Panny – Wojanów (Dąbrowica)
- Parafia Matki Bożej Królowej Polski – Wojcieszów
- Parafia Wniebowzięcia Najświętszej Maryi Panny – Wojcieszów